# 马雅克生产联合体
马雅克生产联合体（羅馬化：Proizvodstvennoye obyedineniye "Mayak"），位于俄罗斯联邦车里雅宾斯克州奥焦尔斯克东南方郊区。位于叶卡捷琳堡以南150km，车里雅宾斯克西北100km。是俄罗斯最主要的军用钚的生产企业。现隶属于俄罗斯国家原子能公司。曾建有5座反应堆生产军用钚金属，现已关闭。目前从事反应堆乏燃料后处理和核弹头退役处理。

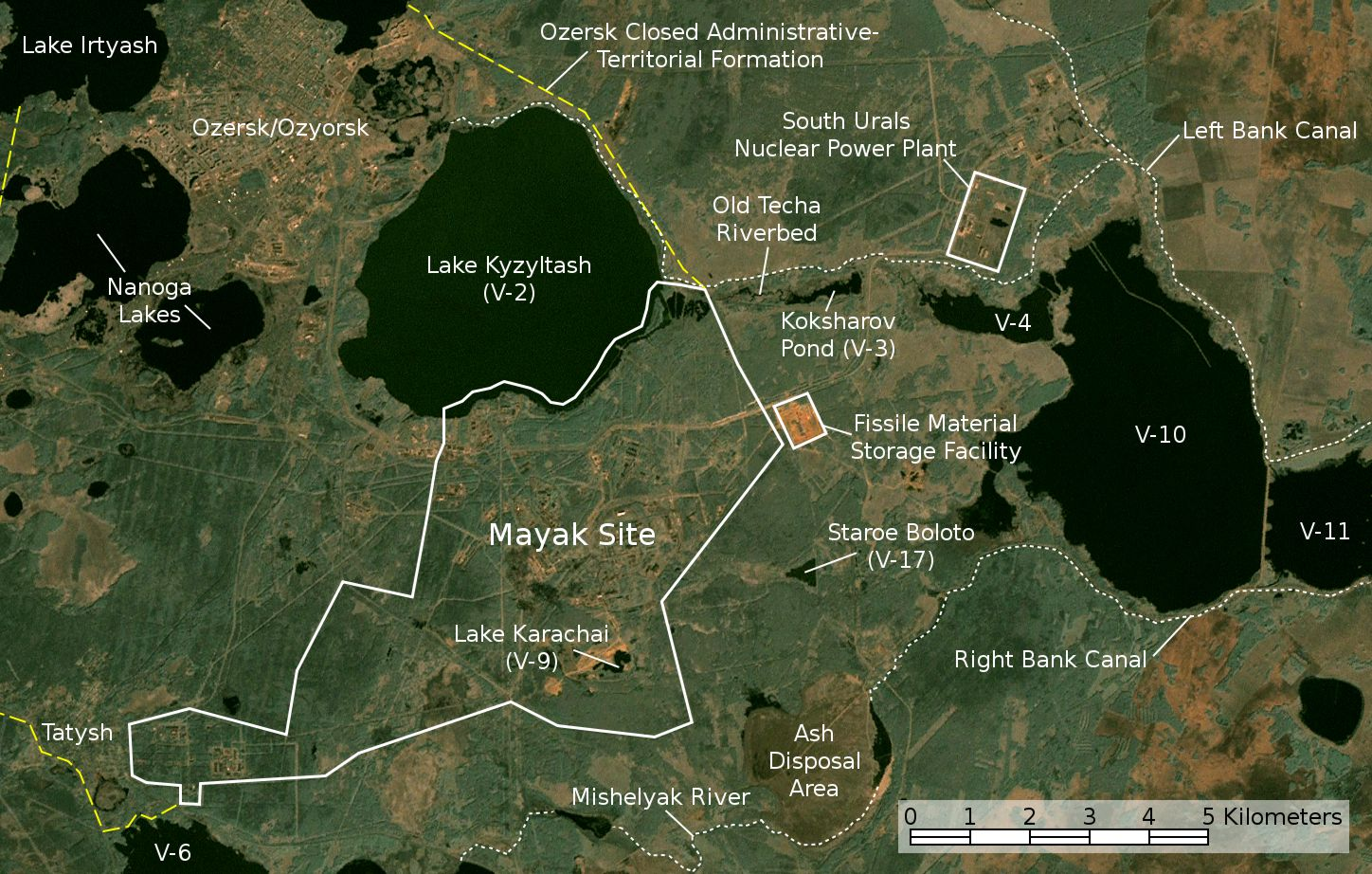
卫星拍摄的遥感照片

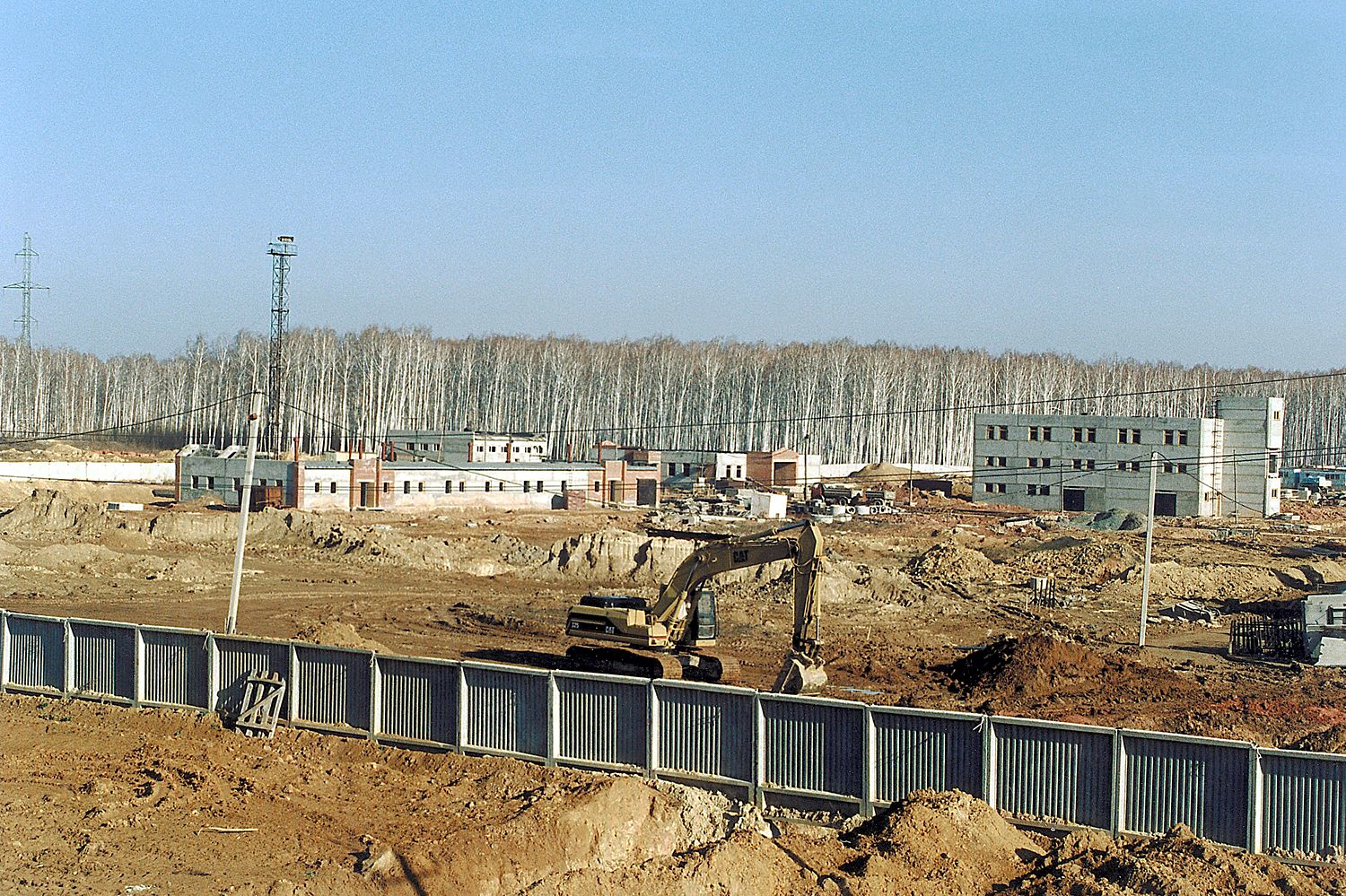
裂变材料存放设施（Fissile Material Storage Facility，FMSF），以及该设施的行政楼

## 历史
第二次世界大战胜利后，贝利亚领导苏联核项目，决定在南乌拉尔建立生产军用钚的“817综合厂”。1945年12月1日贝利亚以苏联人民委员会第3007-892号决议批准了苏联人民委员会第一管理总局选定的建厂地点——车里雅宾斯克州克什特姆16公里的克泽尔塔什湖南岸建设817厂，并在克泽尔塔什湖西岸建设奥焦尔斯克居住区，由于奥焦尔斯克的邮箱为40号，对外通信地址为车里雅宾斯克-40。1946年4月9日，苏联部长会议第802-324号《关于817厂建设和启动的筹备及期限的决定》标志着工业堆建设的正式启动。1946年4月26日正式施工，代号859工程。施工单位是苏联内务部859建设管理局，主任是М.М.察列夫斯基，总工程师是В.А.萨普雷金。建筑工程同时投入45000人，主要是犯人等“特殊人员”。
建厂时，包括3家分厂：А厂：石墨堆；Б厂：放射化学厂；В厂：生产金属钚及其零部件的化学冶金与金属加工厂。厂长穆兹鲁科夫，总工程师叶菲姆·帕夫洛维奇·斯拉夫斯基。占地90km2.
1949年6月，工厂出台规定：凡是通过检查岗的员工必须脱掉所有的衣服，还要张开嘴巴。连头发也在被检查之列，如果是女性则必须把头发披散开。除此之外，耳朵也要检查。接受上述检查时，必须始终张开手掌。检查的最后一道程序是下蹲。
1949年8月5日，817综合厂生产出了足够量的钚材料，并加工成零部件，于8月9日通过原子弹的总设计师尤里·鲍里索维奇·哈里顿教授、军事代表В.Г.库兹涅佐夫的验收，送往第11设计局总装苏联第一颗原子弹。
截至1949年8月29日，共有10118名工作人员。
1967年改名为灯塔综合厂。